# Marqueyssac-kertek
A Marqueyssac-kertek Vézac városában, a francia Dordogne megyében, a Nouvelle-Aquitaine régióban találhatók. A franciaországi kertek listáján szerepelnek.
Tizenkilenc hektár az 1969. december 16-i miniszteri rendelet óta „festői és történelmi érdekessége” miatt minősített terület.
A folyó feletti 130 méteres sziklás felszínen elhelyezkedő parkból a völgyre, a kastélyokra és a szomszédos falvakra nyílik kilátás, beleértve Beynac-et-Cazenacot, Fayracot, Castelnaudot, La Roque-Gageacot és Domme-t.